# Trauco
El trauco es una criatura con características de íncubo presente en la mitología chilota, en el sur de Chile y, dentro de esta mitología, uno de sus personajes más conocidos.

## Descripción
El Trauco es un ser con el aspecto de un hombre de facciones desagradables como un ogro, de baja estatura, no midiendo más de 80 cm, y sus piernas tienen muñones y no pies.

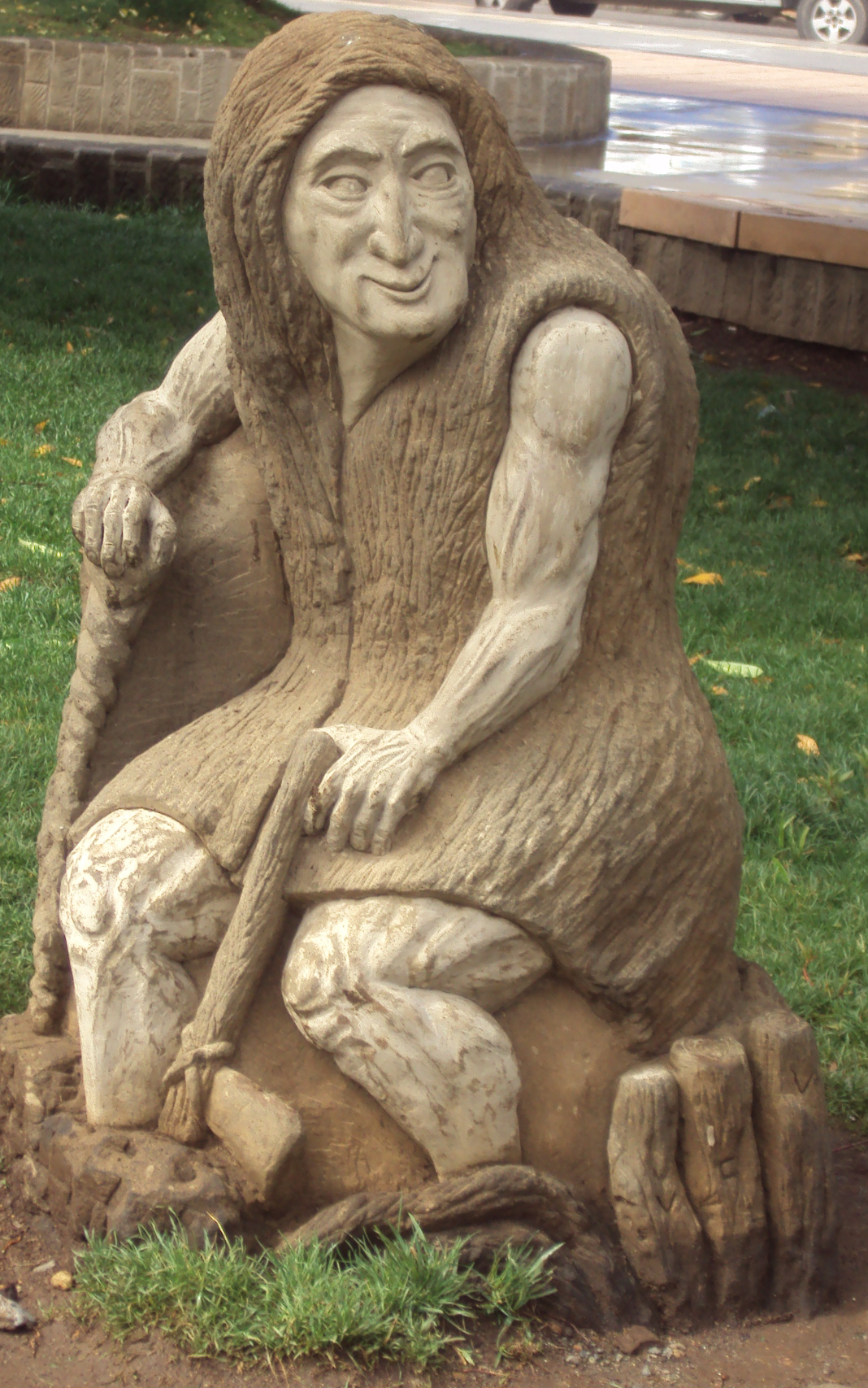
Representación del trauco en la Plaza de Ancud.

El trauco se pasea por los bosques de Chiloé, llevando un bastón retorcido llamado pahueldún y una pequeña y mágica hacha de piedra, con la cual se dice que es capaz de cortar cualquier árbol con tan solo tres golpes. Su vestimenta es un sombrero cónico que al igual que el resto de su ropa está hecho de quilineja, una planta trepadora que crece en las selvas chilotas.

## Mitología
Los habitantes de Chile cuentan en sus leyendas que esta criatura se caracteriza por poseer una fuerza descomunal y de poder hacer daño a distancia, siendo capaz de deformar la cara o quebrar los huesos de un hombre con solo mirarlo.
El Trauco se conoce por seducir a las mujeres con la mirada, lanzándoles su aliento, metiéndose en sus sueños y seduciéndolas para luego dejarlas embarazadas.

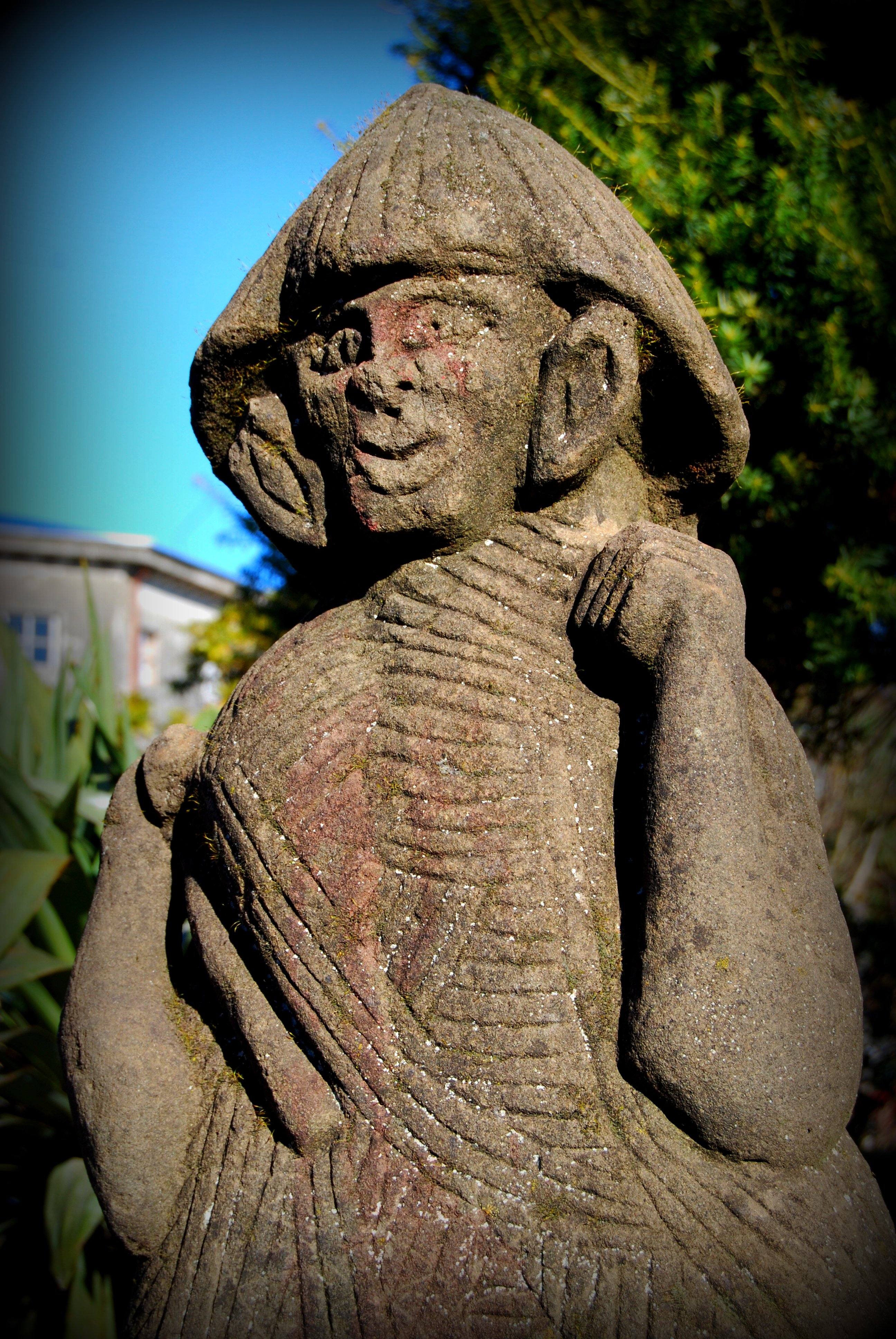
Estatua que representa al trauco.

Su origen es incierto, aunque se dice que sería un hijo de la serpiente mítica Caicai, nacido de la unión de la rabia que sintió esta serpiente hacia los seres humanos, y de la ingratitud que muchos hombres tienen hacia el mar, por todo lo que nos ofrece. El trauco vive junto a su esposa llamada la Fiura quien también es su hija, la cual nació de una relación que tuvo el trauco con la Condená. Con la Fiura tendría varios hijos, que tienen las mismas características del trauco si son machos, y de la fiura si son hembras; los cuales conservan los mismos nombres de sus padres.
Esta criatura viviría junto a su mujer, la Fiura, en los troncos huecos de los árboles o en pequeñas cavernas; y solo se alimenta de naranjitas, los frutos de la planta quilineja. 
El trauco igualmente cuando está interesado en una mujer, pero no puede tomarla, ya que como precaución esta nunca sale sola al bosque; el trauco actuaría primeramente comunicando su presencia a la muchacha, al depositar sus excrementos amarillos frente a la puerta de su casa. Posteriormente le anunciaría a la joven su visita a la casa de ella, enviándole sueños libidinosos; en el cual se transformaría en un joven apuesto para así convencerla mágicamente. Si la familia de la muchacha se da cuenta de estos hechos, deben tomar precauciones, ya que el trauco podría entrar furtivamente a la casa transformado en un manojo de quilineja junto al resto de las ramas, carbón o leña usada en la casa; de esta forma esperaría la noche para tomar a su víctima.
El trauco no actuaría frente a testigos, y por ello está siempre alerta. Pero si alguien molesta al trauco, y no es una mujer; es capaz de matarlo mediante el uso de su mirada, o quebrándole los huesos. Igualmente mediante su mágico aliento se dice que puede torcerle la boca, dejarlo jorobado, atontado, mudo, y condenarlo a morir en poco tiempo.

### Protección contra el trauco y sus males
En algunas zonas de Chiloé, es costumbre de las madres cuando sospechan de la presencia de este ser maligno, dejar sobre la mesa al acostarse un puñado de arena. Como el perverso personaje se siente atraído a contar los granos de arena, se olvida de las muchachas; y con las primeras luces del alba desaparece por temor a ser sorprendido por muchas personas. Otra forma de alejar al trauco sería colocar excrementos en el cuerpo de la mujer, ya que el trauco es muy limpio en relación con todo lo que toca; así que cuando ve cosas sucias se aleja y ya no codicia a su enamorada. Igualmente puede ser alejado mediante la quema de sus excrementos, pero hay que tener cuidado ya que sus excrementos si se pisan o tocan ocasionarían al poco tiempo la muerte de las personas. También dejando dos cuchillos en forma de cruz en las ventanas, puertas, y por debajo de las almohadas, se le puede ahuyentar. Si un hombre es sorprendido por el trauco, y si tiene suerte y una pequeña posibilidad de actuar; debe dar golpes o azotes al Pahueldún del Trauco, ya que esto afectaría intensamente a este ser. Así, el hombre puede tener una oportunidad de escapar; y si el hombre consigue atraparlo siendo este uno de los hijos del trauco original, puede tener la posibilidad de atrapar a este trauco y colgarlo sobre un fogón; donde se convierte en un palo que destila cierto aceite mágico y de esta forma lograr matarlo. Este aceite sería un remedio de excelentes resultados que debe ser frotado en las víctimas de los maleficios del Trauco.

### El trauco en la sociedad de Chiloé
Producto de la conducta que el trauco presentaría, en la sociedad de Chiloé cuando una joven quedaba embarazada y no se sabe quién era el padre de la inofensiva criatura, se cubría la deshonra de sus hijas atribuyendo este acto al trauco; en este contexto, se aduce que la población  masculina de Chiloé  se apodera de este mito, utilizándolo no solo como explicación a aquellos "nacimientos milagrosos", sino como advertencia a las jóvenes a que por temor conservaran su virginidad. 
El embarazo y el nacimiento del hijo, al ser atribuido al trauco, no sería un hecho que afectaría socialmente a la madre ni al niño; ya que de esta forma se haría creer que ambos estarían relacionados con la magia de un ser extraterreno.